# District de Ccatca
Au Pérou, le district de Ccatca est l’un des douze districts de la province de Quispicanchi située dans le département de Cusco.